# Слонечник (Острудський повіт)
Слонечник (пол. Słonecznik) — село в Польщі, у гміні Моронґ Острудського повіту Вармінсько-Мазурського воєводства.
Населення — 886 осіб (2011).

## Демографія
Демографічна структура станом на 31 березня 2011 року:
|          | Загалом | Допрацездатний вік | Працездатний вік | Постпрацездатний вік |
| -------- | ------- | ------------------ | ---------------- | -------------------- |
| Чоловіки | 439     | 113                | 294              | 32                   |
| Жінки    | 447     | 108                | 254              | 85                   |
| Разом    | 886     | 221                | 548              | 117                  |